# Pepín (football)
José Casas Gris, surnommé Pepín, né le 16 novembre 1931 à Valence et mort le 12 octobre 2010 à Las Palmas de Gran Canaria, aux Îles Canaries, est un footballeur espagnol des années 1950 et 1960.

## Biographie
En tant que gardien de but, Pepín fut international espagnol à deux reprises en 1963. Il joua contre l'Irlande du Nord et contre la Belgique. Il fit partie des joueurs sélectionnés pour l'Euro 1964, et bien que n'ayant pas joué de matchs lors du tournoi final, il remporta ce tournoi.
En clubs, après avoir été formé dans de petits clubs (Sorolla, Discóbolo, Peña Asensi de Valencia, Alcira et Alicante), il joua dix saisons pour l'UD Las Palmas, remportant une D2 espagnole en 1954. Puis il joua pour le Betis Séville, pendant cinq saisons, sans rien remporter. Il finit sa carrière à Las Palmas en 1965-1966.

## Clubs
- 1948-1949 :  Discóbolo
- 1949-1951 :  UD Alzira
- 1951 :  Alicante CF
- 1951-1960 :  UD Las Palmas
- 1960-1965 :  Betis Séville
- 1965-1967 :  UD Las Palmas

## Palmarès
- Championnat d'Europe de football
  - Vainqueur en 1964
- Championnat d'Espagne de football D2
  - Champion en 1954